# Mission des Vertreters des Generalsekretärs in der Dominikanischen Republik
Die Mission des Vertreters des Generalsekretärs in der Dominikanischen Republik (englisch Mission of the Representative of the Secretary-General in the Dominican Republic, DOMREP) war eine Friedensmission der Vereinten Nationen (UNO), welche am 14. Mai 1965 mit der UNO-Resolution 203 beschlossen wurde.
Als 1965 in der Dominikanischen Republik ein Bürgerkrieg ausbrach, entsandten die Vereinten Nationen die Mission DOMREP, um den vom UN-Sicherheitsrat verlangten Waffenstillstand zu überwachen und dem UN-Generalsekretär alle Bedrohungen des Friedens zu melden. Das Hauptquartier der Mission befand sich in Santo Domingo. Beauftragter des UN-Generalsekretärs war José Antonio Mayobre aus Venezuela, der durch Generalmajor Indar J. Rikhye aus Indien unterstützt wurde. 
Nach der Einigung über eine neue Regierung wurde die Mission im Oktober 1966 beendet.
Sie umfasste je zwei wechselnde militärische Beobachter aus Brasilien, Kanada und Ecuador.